# 동화초등학교 (경기)
동화초등학교는 대한민국 경기도 화성시에 있는 공립 초등학교이다.

## 학교 연혁
2007.10.17.	초등 6학급(유치원 2학급) 개교

2008.02.16.	제1회 졸업식(31명)

2009.09.01.	도지정 교원능력개발평가 연구학교 지정

2010.03.01.	도지정 방과후학교 시범학교 지정

2012.03.01.	교과부지정 인성교육선도학교 지정

2017.01.19.	전국 100대 교육과정 우수학교 선정

2018.03.01.	경기도 혁신학교 지정(2018~2021)

2018.03.01.	교육부 디지털교과서 연구학교 지정(2018~2019)

2019.03.01.	소프트웨어 선도학교 지정 운영

2019.12.19.	문화예술교육 우수교 교육장 표창

2019.12.27.	학생건강증진 분야 우수교 경기도교육감 표창

2019.12.30.	화성오산교육 우수교육활동교 교육장표창

2019.12.31.	민주시민교육 우수교 경기도교육감 표창

2020.03.01.	소프트웨어 선도학교 지정 운영

2020.03.30.	초등 원격교육 선도학교 지정 운영

2020.12.31.	학력향상 우수 교육감 표창

2020.12.31.	원격교육 우수 교육감 표창

2021.01.08.	제14회 졸업식(남 90명, 여 92명, 총 182명)

2021.02.28.	전교실 바닥교체(교육환경 개선)

2021.03.01.	초등 35학급, 유치원 4학급, 도움반 1학급 편성

2021.03.01.	혁신학교 4년차 운영, AI교육 선도학교 지정 운영

2021.03.01.	학생맞춤형 교육 선도학교 지정 운영

## 참고 자료
- 동화초등학교 - 한국교육학술정보원 학교알리미